# Viento térmico

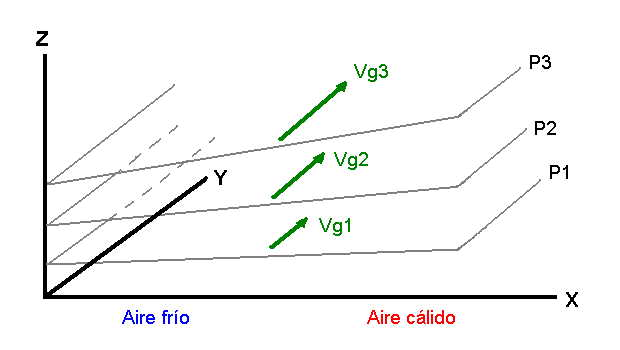
Si existen diferencias de temperatura entre dos masas de aire, el viento geostrófico varía con la altura. Se puede suponer que el viento geostrófico en altura (Vg2 y Vg3) es la suma del viento geostrófico de la base (Vg1) y un "viento térmico".

El viento térmico no es un viento real sino más bien un concepto práctico usado en meteorología para calcular la variación del viento entre dos alturas cuando se conoce la estructura térmica de la masa de aire.
Cuando existen diferencias de temperatura en horizontal (atmósfera baroclina) el viento geostrófico varía con la altura. Podemos considerar que el viento geostrófico en altura es entonces la suma del viento geostrófico en la base más un término al que se llama viento térmico. El viento térmico es paralelo a las isotermas. En el hemisferio norte deja el aire frío a su izquierda y el cálido a su derecha, mientras que en el hemisferio sur sucede al revés.

## Fundamento
La idea básica en la que se basa el viento térmico es que la densidad del aire depende de dos factores: presión y temperatura. Dado que, a su vez, la presión (P) disminuye en altura (z) según la densidad (ρ):
dP = –ρg dz
encontramos que si la densidad es alta la presión disminuye más rápido con la altura. Y, ya que la densidad es mayor con temperatura más baja, concluimos que la presión disminuye más rápido en el aire frío que en el cálido.
Así, en altura encontraremos que existe un "incremento de presión" en las zonas de aire cálido respecto a las zonas de aire frío. A priori esperaríamos que el viento fluyera de estas zonas de mayor presión a las de menor pero, al igual que sucede con el viento geostrófico, interviene la fuerza de Coriolis, que desvía el viento hasta que se produce un equilibrio entre el gradiente de presión y Coriolis.

## Fórmula
La fórmula del viento térmico es:

{\displaystyle U_{T}=-{R \over f}{\partial T \over \partial y}ln{P_{0} \over P_{1}}}

{\displaystyle V_{T}={R \over f}{\partial T \over \partial x}ln{P_{0} \over P_{1}}}

| Símbolo                         | Nombre | Valor       | Unidad     | Fórmula                              |
| ------------------------------- | --- | ----------- | ---------- | ------------------------------------ |
| {\displaystyle U_{T}}           | Componente del viento en X (este (+) - oeste(-)) |             |            |                                      |
| {\displaystyle V_{T}}           | Componente del viento en Y (norte (+) -sur (-)) |             |            |                                      |
| {\displaystyle R}               | Constante de los gases ideales para aire seco | 288         | J / (kg K) |                                      |
| {\displaystyle f}               | Parámetro de Coriolis. Tiene un valor aproximado de 10-4 en latitudes medias, creciendo en los polos geográficos y haciéndose nulo en el ecuador           | 10-4        |            | {\displaystyle f=2\Omega \sin \phi } |
| {\displaystyle \Omega }         | Velocidad angular a la cual rotación la Tierra | 2 π / 86400 | rad / s    |                                      |
| {\displaystyle \phi }           | Latitud |             |            |                                      |
| {\displaystyle T}               | Temperatura media del estrato comprendido entre P0 y P1 |             |            |                                      |
| {\displaystyle P_{0}\ y\ P_{1}} | Presiones a las dos alturas consideradas (el viento térmico aparece en la altura superior ya que es la variación respecto al viento de la altura inferior) |             |            |                                      |

## Aplicaciones

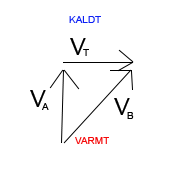
El viento geostrófico en superficie (V_{A}) más el viento térmico (V_{T}) dan lugar al viento geostrófico en altura (V_{B}). En este ejemplo el aire cálido penetra en la zona fría, lo que se denomina advección cálida, y el viento geostrófico "gira" en altura en sentido horario.

Podemos usar el viento térmico para saber si existe advección de aire frío o caliente por el propio viento geostrófico. En el hemisferio norte si el viento geostrófico gira en sentido contrario a las agujas del reloj tenemos que existe advección de aire frío, en cambio si el viento geostrófico gira en sentido de las agujas del reloj hay advección de aire cálido. En el hemisferio sur sucede al revés.
También se puede usar para lo contrario: a partir de la advección térmica podemos deducir la cizalladura del viento geostrófico.
El viento térmico permite explicar la estructura en altura de anticiclones y depresiones:
- Un anticiclón frío se difumina rápidamente en altura.
- Un anticiclón cálido se agudiza en altura.
- Una depresión fría se agudiza en altura.
- Una depresión cálida se difumina rápidamente en altura.

Explica por qué existen fuertes corrientes en altura en los límites entre masas de aire frío y cálido. Esto es lo que sucede, por ejemplo, en los frentes fríos y frentes cálidos.
El viento térmico permite también explicar por qué los vientos en altura tienen más componente oeste que los de superficie. Basta con mirar el esquema y considerar la zona ecuatorial como la zona cálida y la polar como la fría; vemos que el viento térmico generado es del oeste (esto también es válido para el hemisferio sur ya que, aunque se invierte la ubicación de la zona caliente y la zona fría, también cambia el signo del parámetro de Coriolis), por lo que los vientos en altura tendrán mayor componente del oeste. Existe dos zonas del planeta en la que este viento en altura alcanza una intensidad excepcional; a este viento, confinado cerca de la tropopausa, se le llama corriente en chorro.

## Limitaciones
El viento térmico precisa que la aproximación geostrófica sea válida. Por lo tanto no es posible aplicarlo:
- En la atmósfera tropical ya que el parámetro de Coriolis se hace nulo en el ecuador, lo cual hace que la fórmula arroje unos resultados absurdamente elevados.
- Cerca de la superficie (capa límite), ya que allí el rozamiento es elevado y la aproximación geostrófica deja de ser válida.
- Si la aceleración centrípeta es elevada (p.e. tornados).

Además, se requiere que la atmósfera sea baroclina (es decir, que la densidad del aire depende de presión y temperatura). Sin embargo, la atmósfera tropical es barotrópica (es decir, la densidad del aire solo depende de la presión ya que la temperatura a un mismo nivel es constante). Por ello, incluso aunque el parámetro de Coriolis no convirtiera en inservible las fórmulas, el viento térmico seguiría sin tener utilidad en esa zona del planeta.

## Fuente
- "An introduction to dynamic meteorology", James R. HOLTON, Academic Press, San Diego, 1992, ISBN 978-0123543554